# Otto Kreisler
Otto Kreisler (* 1. November 1889 in Wien, Österreich-Ungarn; † Ende 1970 in London, Vereinigtes Königreich) war ein jüdisch-österreichischer Filmregisseur und Filmproduzent.

## Leben und Wirken
Kreisler hatte kurz vor dem Ersten Weltkrieg als Theaterschauspieler begonnen und wirkte 1915/16 als Schauspieler an der Seite von Liane Haid in dem nur zwei Akte kurzen Film Sommeridylle des Regiepaares Jakob Fleck und Luise Kolm mit. Die diesen Film produzierende Firma Wiener Kunstfilm engagierte ihn daraufhin auch als Drehbuchautor. In dieser Funktion ließ diese Gesellschaft Kreisler im letzten Kriegswinter 1917/18 eine ambitionierte, abendfüllende Version von Ibsens Gespenster inszenieren, Kreislers erste Filmregie. Ein Jahr darauf konnte er auch Hebbels Tragödie Maria Magdalena mit der Lübeckerin Thea Rosenquist in der Hauptrolle umsetzen.
In der Folgezeit konzentrierte sich Kreisler vor allem auf jüdische Themen. Rosenquist erhielt auch die Titelrolle in seiner Inszenierung von Grillparzers Drama Die Jüdin von Toledo, die Kreisler mit seiner im selben Jahr (1919) gegründeten Produktionsfirma Helios-Film herstellte. Im darauffolgenden Jahr entstanden kurz hintereinander Kreislers ambitionierteste Produktionen. Mit Theodor Herzl, der Bannerträger des jüdischen Volkes inszenierte er für die Helios ein großangelegtes (fünf Akte plus Prolog und Epilog) Lebensbild des gleichnamigen Begründers des Zionismus. Im Sommer desselben Jahres (1920) entstand unter seiner Regie für dieselbe Firma das erste große filmische Mozart-Porträt unter dem Titel Mozarts Leben, Lieben und Leiden mit Josef Zetenius in der Titelrolle und Dora Kaiser als Constanze Weber. Beide Filme liefen 1921 an. Mit einer weiteren, ambitionierten Filmbiografie, diesmal über den Bayernkönig Ludwig II., endete Kreislers kurzer Biographien-Zyklus. Dieser Film entstand in der zweiten Jahreshälfte 1921 am Starnberger See und am Chiemsee und hatte Olaf Fjord in der Titelrolle sowie erneut Thea Rosenquist in einer weiblichen Hauptrolle. Ludwig II. lief am 24. März 1922 in Wien an. Die hohen Kosten dieser zum Teil sehr aufwändigen Inszenierungen konnten kaum eingespielt werden und brachten Kreisler in finanzielle Bedrängnis.
Im Januar 1923 gründete er die Kreisler Film-Gesellschaft m.b.H. (1923–1928) in Berlin. In Österreich war er mit der Helios-Film nur noch an zwei Großproduktionen beteiligt, die er von anderen Regisseuren inszenieren ließ. Kreisler beschränkte sich auf die Tätigkeit einer künstlerischen Oberleitung. Die Tochter der Frau von Larsac, ein im Adelsmilieu spielendes Melodram, das Kreisler in Wien, Venedig, Paris und Versailles drehen ließ, entstand unter der Regie seiner Entdecker Fleck und Kolm, die 1925 entstandene Komponistenbiografie Ein Walzer von Strauß unter der Max Neufelds. An diesem Film war Otto Kreisler als Koproduzent beteiligt, seine Firma ging jedoch während der Dreharbeiten in Konkurs.
Über Otto Kreislers weiteren Lebensweg ist wenig bekannt. Er wanderte später nach Großbritannien aus, wo er filmisch kaum mehr tätig wurde. Kreisler starb im letzten Quartal 1970 in London.

## Filme
- 1916: Sommeridylle (Schauspieler)
- 1917: Der Soldat der Maria (Kurzfilm, Drehbuch)
- 1918: Gespenster (Regie, Drehbuch)
- 1919: Maria Magdalena (Regie)
- 1919: Die Jüdin von Toledo (Regie, Produktion)
- 1919: Mephistos Faschingslaune (Regie, Produktion)
- 1919: Frühlingserwachen (Regie, Produktion)
- 1920: Mozarts Leben, Lieben und Leiden (Regie, Produktion)
- 1921: Theodor Herzl, der Bannerträger des jüdischen Volkes (Regie, Produktion)
- 1921: Miß Hobbs (Regie, Produktion)
- 1921: Das Judenmädel (Kurzfilm, Regie, Produktion)
- 1921: Der tote Hochzeitsgast (künstler. Oberleitung, Ko-Produktion)
- 1922: Ludwig II. (Regie, Produktion)
- 1924: Die Tochter der Frau von Larsac (künstler. Oberleitung, Produktion)
- 1925: Ein Walzer von Strauß (künstler. Oberleitung)
- 1953: Small Town Story (Produktion)